# Bas Kortmann
Sebastianus Constantinus Johannes Josephus „Bas“ Kortmann (* 25. Juli 1950 in Weert) ist ein niederländischer Jurist und von 2007 bis 2014 Rector magnificus der Radboud-Universität Nijmegen.

## Leben
Kortmann studierte Jura an der Rijksuniversiteit Groningen und promovierte 1977 cum laude an der Radboud-Universität Nijmegen. Danach war er als wissenschaftlicher Mitarbeiter beschäftigt und arbeitete als Rechtsanwalt. 1984 wurde Kortmann zum Professor für Bürgerliches Recht an der Radboud-Universität ernannt. Von 1995 bis 1998 war er dort Vizedekan und von 1998 bis 2001 Dekan der Juristischen Fakultät.
Zwischen 1990 und 2010 war er Mitglied des Aufsichtsrats der niederländischen SNS Reaal Bank.
Kortmann wurde als Ritter im Orden vom Niederländischen Löwen ausgezeichnet. Sein Vater war der Politiker Constant Kortmann; seine Brüder Constantijn und Yvo Kortmann sind emeritierter Professor für Staatsrecht respektive Bürgermeister.